# Waginger See (kommunfritt område)
Waginger See är ett kommunfritt område för sjöarna  Waginger See och Tachinger See i Landkreis Traunstein i Regierungsbezirk Oberbayern i förbundslandet Bayern i Tyskland.